# Petr Zajaroš
Petr Zajaroš (* 6. prosince 1957 Šumperk) je bývalý český fotbalista, reprezentant Československa.

## Fotbalová kariéra
V československé lize hrál za Baník Ostrava a během vojenské služby za Dukla Banská Bystrica. Nastoupil ve 164 ligových utkáních a dal 8 gólů. Vítěz Českého poháru 1979. V Poháru vítězů pohárů nastoupil v 1 utkání a v Poháru UEFA nastoupil v 5 utkáních a dal 1 gól. V československé reprezentaci odehrál 31. 10. 1984 kvalifikační utkání MS 1986 s Maltou, které skončilo výhrou 4-0.

## Ligová bilance
| Ročník                                   | Zápasy | Góly | Klub                  |
| ---------------------------------------- | ------ | ---- | --------------------- |
| 1. československá fotbalová liga 1976/77 | 4      | 0    | Baník Ostrava         |
| 1. československá fotbalová liga 1977/78 | 15     | 0    | Baník Ostrava         |
| 1. československá fotbalová liga 1978/79 | 6      | 0    | Baník Ostrava         |
| 1. československá fotbalová liga 1979/80 | 18     | 1    | Dukla Banská Bystrica |
| Česká národní fotbalová liga 1981/82     | 22     | 3    | TŽ Třinec             |
| Česká národní fotbalová liga 1982/83     | 4      | 0    | TŽ Třinec             |
| 1. československá fotbalová liga 1982/83 | 8      | 0    | Baník Ostrava         |
| 1. československá fotbalová liga 1983/84 | 24     | 2    | Baník Ostrava         |
| 1. československá fotbalová liga 1984/85 | 29     | 2    | Baník Ostrava         |
| 1. československá fotbalová liga 1985/86 | 24     | 0    | Baník Ostrava         |
| 1. československá fotbalová liga 1986/87 | 29     | 3    | Baník Ostrava         |
| 1. československá fotbalová liga 1987/88 | 7      | 0    | Baník Ostrava         |
| CELKEM                                   | 164    | 8    |                       |